# Beyoncé Karaoke Hits, Vol. I
Beyoncé Karaoke Hits, Vol. I – minialbum karaoke amerykańskiej piosenkarki R&B Beyoncé Knowles, wydany w 2008 roku. Składa się z utworów, pochodzących z albumu B’Day oraz EP Irreemplazable w wersjach karaoke. 11 marca stał się dostępny cyfrowo za pośrednictwem sklepów internetowych, w tym iTunes. Mimo iż na rynku istnieje kilka płyt z piosenkami Knowles w wersjach karaoke, Beyoncé Karaoke Hits, Vol. I jest jedynym oficjalnym albumem wydanym przez Sony BMG Music Entertainment, a także jedynym, który posiada prawdziwy poboczny wokal Beyoncé.

## Lista utworów
1. „If” – 3:18
2. „Flaws and All” – 4:11
3. „Welcome to Hollywood” – 3:22
4. „World Wide Woman” – 3:43
5. „Beautiful Liar (Bello Embustero)” – 3:22
6. „Beautiful Liar” (wersja hiszpańsko-angielska) – 3:21
7. „Irreplaceable (Irreemplazable)” – 3:49
8. „Listen (Oye)” – 3:42